# 幌満川
幌満川（ほろまんがわ）は、北海道日高振興局管内を流れ太平洋に注ぐ二級河川。幌満川水系の本流である。上流の幌満湖（ダム湖）まで日高山脈襟裳十勝国立公園に指定されている。

## 地理
北海道十勝総合振興局広尾郡広尾町にある日高山脈の広尾岳に源を発し、幌満湖から幌満峡を経て、日高耶馬溪付近の河口で太平洋に注ぐ。近隣のアポイ岳と同様に一帯はかんらん岩が多く分布している。
1902年（明治35年）に高雄道徳が一大製材所を築いたが、その原木は幌満川上流オナルシベ（大泉）で伐採され川を使って流送された。

## 地名由来
アイヌ語の「ホロマン・ペッ：岩洞にある川」が由来だと云われている。

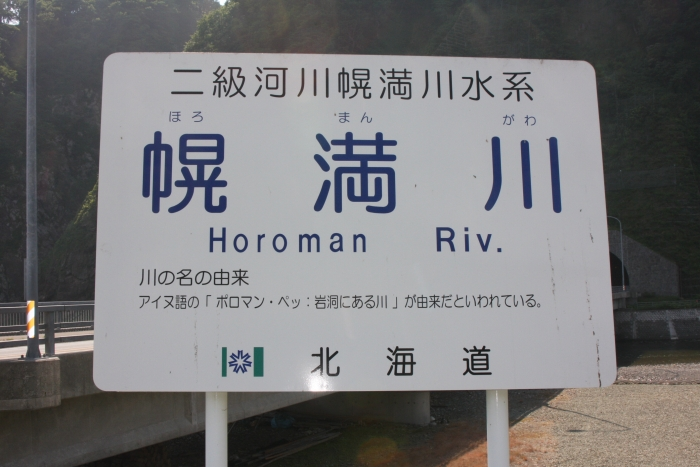
幌満橋にある幌満川の河川標識

## 治水および利水
中流に、新日本電工社有の幌満川第3発電所ダムが築造され、3ヶ所の発電所から総最大出力約10,000kWの電力供給が行なわれている。

## 流域の自治体
北海道
日高振興局様似郡様似町

## 支流
括弧内は流域の自治体
- キリブネイ川（様似町）
- オビラルカオマップ川（様似町）
- パンケ川（様似町）
- ウチミ川（様似町）
- オナルシベ川（様似町）
- 古川（様似町）

## 主な橋梁
幌満川では1922年（大正11年）に初めて架橋され（木造の橋）、1927年（昭和2年）に天然石とコンクリートを組み合わせた近代的永久橋が完成した。その後、1967年（昭和42年）の国道ル－トの一部変更により新架橋が行われ、1998年（平成10年）のル－トの変更にあわせて幌満大橋が架設された。
- 幌満橋 - 国道336号